# Списък на мезорегионите на Амапа
Това е списък на мезорегионите на бразилския щат Амапа. Общо са два на брой:
1. Северна Амапа
2. Южна Амапа